# Alvania trachisma
Alvania trachisma är en snäckart som beskrevs av Bartsch 1911. Alvania trachisma ingår i släktet Alvania och familjen Rissoidae. Inga underarter finns listade i Catalogue of Life.